# Пакт стабільності для Південно-Східної Європи

Країни-членикині Пакту стабільності
учасниці
спостерігачки
підтримуючі партнерки

Пакт стабільності для Південно-Східної Європи (ПСПСЄ) (англ. Stability Pact for South Eastern Europe) — міжнародний документ, підписаний 10 червня 1999 року в Кельні міністрами зовнішніх справ Європейського Союзу, спрямований на стабілізацію країн балканського півострова за допомогою заходів у галузях демократизації, реконструкції економіки та безпеки. Пакт Стабільності є ініціативою Європейського Союзу, що здійснюється під егідою Організації з безпеки та співробітництва у Європі (ОБСЄ). Пакт підписали представники Албанії, Боснії і Герцеговини, Македонії, Сербії та Чорногорії, Хорватії, Румунії, Болгарії. У 2001 році до нього приєдналась Молдова.
У лютому 2008 року цю ініціативу замінила Рада регіонального співробітництва (РРС).

## Мета
Метою Пакту стабільності є підтримка країн регіону у їхніх намаганнях встановлення миру, демократії, дотримання прав людини та економічного процвітання задля перетворення Балкан на стабільний і багатий регіон. Зважаючи на це, Пакт стабільності та Сараєвська декларація передбачають, що балканські країни згодом приєднаються до євроатлантичних структур (НАТО та Європейського Союзу) та до інших міжнародних організацій (наприклад, Світової організації торгівлі). Участь у міжнародних чи європейських організаціях вважається стабілізаційним чинником, тим більше, що воно зменшує ризик виникнення конфлікту між країнами-учасницями.

## Країни та організації, що беруть участь у Пакті Стабільності
- Албанія
- Боснія і Герцеговина
- Болгарія
- Хорватія
- Північна Македонія
- Угорщина
- Молдова
- Румунія
- Словенія
- Туреччина
- Канада
- Японія
- Норвегія
- Росія
- Швейцарія
- США
- країни-члени ЄС
- представник Ради Європи
- Європейська Комісія
- Міжнародний Валютний Фонд
- Організація Економічного Співробітництва і Розвитку
- голова Організації з безпеки і співробітництва в Європі
- НАТО
- Організація Об'єднаних Націй
- Верховний Комісар ООН у справах біженців
- Західноєвропейський Союз
- Світовий Банк
- Організація чорноморського економічного співробітництва
- Центральноєвропейська Ініціатива
- Ініціатива зі співробітництва у Південно-Східній Європі
- Група Міністрів оборони Південно-Східної Європи

## Проєкти-попередники
- Перша ініціатива була висунута у листопаді 1989 року заступниками прем'єр-міністрів Австрії, Угорщини, Італії та Югославії, що втілилася у проєкт співробітництва «Квадрагональ». У 1996 його перейменовано у «Центральноєвропейську ініціативу» (ЦЄІ) після його розширення від чотирьох до шістнадцяти учасників, включно з Албанією, Боснією і Герцеговиною, Хорватією, колишньою югославською республікою Македонія, Румунією та Словенією. Спочатку він спрямовувався на розвиток політичного, технічного, економічного, наукового та культурного співробітництва між країнами-членами. Головною метою є інтеграція країн-членів до Європейського Союзу. ЦЄІ особливо підтримує ті країни, що наразі не є членами, на їхньому шляху наближення до Європейського Союзу.
- У 1993 році Прем'єр-міністр Франції Едуард Балладур запропонував Пакт стабільності та безпеки в Європі. Його провідною думкою була організація під егідою Європейського Союзу всеєвропейської конференції задля миру та стабільності в Європі, що мала сприяти стабілізації країн Центральної та Східної Європи, які колись могли б приєднатися до Європейського Союзу. Перша конференція Пакту у травні 1994 року закінчилась підписанням декількох двосторонніх угод між цими країнами задля вирішення їхніх проблем з кордонами та національними меншинами. Рада міністрів Європейського Союзу згодом вирішила обмежити кількість країн-учасниць Пакту країнами-кандидатами до вступу в Європейський Союз. На Підсумковій конференції 20 березня 1995 року 54 країни-учасники схвалили Пакт. Він включав двосторонні угоди між Угорщиною, Румунією, Словенією та Словаччиною, а також з сусідніми країнами Східної Європи та Європейського Союзу.
- У грудні 1995 року була висунута нова ініціатива Франції: Процес задля стабільності та добросусідства у Південно-Східній Європі («Роямонтський процес»). Його метою була стабілізація регіону та поліпшення добросусідських відносин у Південно-Східній Європі за допомогою декількох проєктів, здійснюваних організаціями громадянського суспільства. Наразі Роямонтський процес інтегровано до Пакту стабільності.
- У 1996 році Сполучені Штати Америки запропонували проєкт для Південно-Східної Європи — Ініціативу зі співробітництва у Південно-Східній Європі (ІСПЄ) з метою заохочення співробітництва між країнами регіону та допомоги їм у підготовці до вступу до Європейського Союзу. ІСПЄ сприяє обговоренню економічних та екологічних проблем з точки зору запровадження спільних заходів і планів. Країнами-учасницями є Албанія, Боснія і Герцеговина, Болгарія, Хорватія, КЮР Македонія, Греція, Угорщина, Молдова, Румунія, Словенія та Туреччина[2].

У лютому 1998 року міністр зовнішніх справ Франції Губер Ведріне запропонував створити загальний проєкт. Під впливом кризи в Косові, французька пропозиція набула значної актуальності. Міжнародна спільнота усвідомила, що стабілізація у балканському регіоні потребує економічної підтримки, оскільки простий процес примирення не вирішить проблем, що були основою конфліктів у регіоні.
У лютому 1999 під час конференції по Косову у Рамбульє, Сполучені Штати Америки запропонували новий проєкт для Південно-Східної Європи під егідою НАТО та Європейського Союзу. Німеччина, що в той час головувала у Європейському Союзі, відіграла керівну роль у складанні Пакту стабільності для Південно-Східної Європи, що був підписаний 10 червня 1999 року в Кельні. Того ж дня Рада Безпеки ООН ухвалила Резолюцію 1244 щодо Косова. Пакт стабільності був офіційно схвалений головами держав та урядів Європейського Союзу на зустрічі в Сараєво 30 липня 1999 року.
Процес Європейського Союзу щодо стабілізації та зближення (ПСЗ) є головним внеском ЄС до Пакту Стабільності. Запропонований 26 травня 1999 року Комісією, цей процес розроблений для вдосконалення існуючого «регіонального підходу» ЄС. Він стосується п'ятьох країн: Албанії, Боснії і Герцеговини, Хорватії, Федеральної Республіки Югославія та КЮР Македонії. ПСЗ включає: угоди щодо стабілізації та зближення; автономні торгові заходи; економічну та фінансову допомогу; допомогу щодо бюджетів та підтримки балансу виплат; сприяння демократизації та громадянському суспільству; гуманітарну допомогу біженцям; співробітництво в галузі юстиції та внутрішніх справ; розвиток політичного діалогу.

## Структура
Пакт Стабільності складається з Регіональної комісії та трьох Робочих комісій.

Регіональна комісія «спостерігатиме за прогресом відповідно до Пакту Стабільності, просуватиме його вперед і здійснюватиме керівництво для досягнення його цілей» (стаття 12 Пакту). Вона діє як координаційний центр щодо всіх принципових питань, що стосуються значення та застосування Пакту. Окрім того, Регіональна комісія забезпечує координацію діяльності Робочих комісій та надає їм поради.

Діють три Робочих комісії:
- Робоча комісія 1 — демократизація та права людини;
- Робоча комісія 2 — економічна реконструкція, розвиток та співробітництво;
- Робоча комісія 3 — питання безпеки (ст. 14 Пакту).

Робочі комісії є засобами досягнення та покращання добросусідських відносин між країнами регіону. Щодо їх функціонування, Пакт у додатку визначає деякі засадничі ідеї, проте залишає кожній з Робочих комісій певну свободу щодо формування їхньої структури та внутрішньої організації.

Регіональна комісія та Робочі комісії включають всіх учасників Пакту, — тобто країни, організації та установи і регіональні ініціативи, що беруть участь у комісіях на добровільній основі. Інші країни, міжнародні організації та установи можуть запрошуватися до участі у Пакті чи отримати статус спостерігача (ст. 16 Пакту).

Спеціальний координатор Пакту Стабільності призначається Європейським Союзом після консультацій з Головуючим ОБСЄ та іншими учасниками. Спеціальний координатор очолює Регіональну Комісію та відповідає за поширення досягнень Пакту (ст. 13 Пакту). Він щільно співпрацює з відповідними урядами та установами в цих країнах, особливо з тими, що асоційовані з Європейським Союзом, так само і з залученими міжнародними організаціями та установами. Секретаріат допомагає Координатору в реалізації його завдань.

## Історія розвитку
1993

Прем'єр-міністр Франції Едуард Балладур висловлює ідею Пакту стабільності та безпеки в Європі. Схвалений Європейським Союзом, він стає спільною програмою, здебільшого спрямованою на вирішення питань національних меншин.

1994

26—27 травня Перша міжнародна конференція в Парижі збирає 27 країн у двох Регіональних комісіях: одна для Центральної Європи і одна для Балтійського регіону.

1995

20 березня Друга і остання міжнародна конференція у Парижі збирає всі країни — члени ОБСЄ.

13 грудня нова ініціатива Франції створює «Процес задля стабільності та добросусідства у Південно-східній Європі» — так званий Роямонтський процес.

За ініціативи Сполучених Штатів Америки створюється Ініціатива зі співробітництва у Південно-Східній Європі (ІСПЄ), що опікується економічним співробітництвом.

1998

У лютому — міністр зовнішніх справ Франції Губер Ведріне пропонує Пакт Стабільності та Довіри для Південно-Східної Європи з метою впорядкування під егідою ОБСЄ всіх регіональних ініціатив та визначення загального проєкту.

9 листопада Рада міністрів Європейського Союзу вирішує інтегрувати Роямонтський процес до Загальної зовнішньої політики та політики безпеки (ЗЗБП) Європейського Союзу.

1999

У лютому — Сполучені Штати Америки пропонують новий проєкт для Південно-Східної Європи під егідою НАТО та Європейського Союзу.

17 травня у спільній декларації Європейський Союз проголошує, що він буде грати провідну роль у цьому Пакті стабільності для Південно-Східної Європи.

26 травня Європейська Комісія пропонує створення Процесу стабілізації та зближення як головного внеску ЄС до Пакту Стабільності.

10 червня на зустрічі міністрів зовнішніх справ Європейського Союзу у Кельні урочисто підписано Пакт стабільності для Південно-Східної Європи.

29 липня Бодо Гомбач (Bodo Hombach) призначений Спеціальним представником Європейського Союзу у Пакті стабільності та в регіоні.

30 липня на зустрічі голів держав та урядів Європейського Союзу в Сараєво офіційно ухвалено Пакт Стабільності.

16 вересня Регіональна комісія Пакту Стабільності затвердила свій Робочий план на своєму першому засіданні в Брюсселі.

жовтень: Перші зустрічі трьох робочих комісій:
- 9 жовтня Барі: «Комісія ІІ»
- 13—14 жовтня Осло: «Комісія ІІІ»
- 18—19 жовтня Женева: «Комісія І»

2000

лютий: Зустрічі трьох Робочих комісій:
- 10—11 лютого Скоп'є: Комісія ІІ
- 15—16 лютого Сараєво: Комісія ІІІ
- 21—22 лютого Будапешт: Комісія І

29—30 березня Регіональна Фондова Конференція для Південно-Східної Європи в Брюсселі.
6 червня Консультативні зустрічі з НДО (Комісія І) у Фессалоніках.

7 червня Неформальна конференція міністрів зовнішніх справ країн Південно-Східної Європи та сусідніх країн у Фессалоніках.

8 червня Друга зустріч Регіональної комісії у Фессалоніках затверджує Програму Стабільності та документ щодо Поточних заходів, а також Декларацію про Роямонтський процес щодо приєднання його до Пакту Стабільності як складової частини Комісії І.

жовтень: Зустрічі трьох Робочих комісій:
- 4—5 жовтня Софія, Комісія ІІІ
- 16—17 жовтня Стамбул, Комісія ІІ
- 26—27 жовтня Бухарест, Комісія І[2]

## Взаємодія країн-сусідів України з ПСПСЄ

### Румунія
Румунія протягом усього існування ПСПСЄ була активним її членом. Вона брала участь у роботі організації як на найвищому рівні, так і на рівні робочих столів. Головний вектор державної політики у рамках організації направлявся на реалізацію економічних проєктів та створення сприятливих умов для включення Румунії до складу НАТО і Європейського Союзу.

В рамках ПСПСЄ Румунія намагалась реалізувати свої економічні інтереси перш за все шляхом активізації діяльності по відновленню судноплавства по річці Дунай. Активна робота у цьому напрямі румунської дипломатії, підтримана іншими країнами — учасницями ПСПСЄ, призвела до того, що були прийняті міжнародні угоди щодо відновлення судноплавства по Дунаю. В рамках реалізації програми відновлення судноплавства по Дунаю Румунії була надана фінансова та технічна допомога у будівництві мосту через річку Дунай. Окрім цього, ЄС всіляко сприяв Румунії у розбудові каналів у нижній течії Дунаю.

Румунська сторона уміло використала активізацію боротьби із міжнародним тероризмом для посилення своїх позицій в рамках ПСПСЄ і активного зближення зі Сполученими Штатами Америки та ЄС. Особливо чітко це проявило себе на конференції у Брюсселі, яка відбулась у лютому 2007 року. Румунія не тільки заявила про готовність активно діяти в антитерористичному руслі, але й ухвалила рішення направити свій військовий контингент до Афганістану.

Участь у ПСПСЄ правлячі кола Румунії розглядали як механізм посилення воєнного співробітництва та її інтеграцію у євроатлантичні структури. Ще з початком косовського конфлікту Румунія підтримала дії НАТО у Югославії. Пізніше румунська армія долучалась до операцій з підтримки миру в Албанії, Косово, Боснії і Македонії. Поряд з цими кроками, у сфері безпеки здійснювались заходи, які наближали країну до НАТО. Була розроблена нова концепція і доктрина щодо організації, розвитку навчання та використання Збройних Сил Румунії. Була реорганізована система переходу з мирного на воєнний час. Значна робота була здійснена щодо реалізації програми чисельного скорочення збройних сил, реорганізації та покращення матеріально-технічного їх забезпечення.

Особлива увага приділялась посиленню мобільності армії, формуванню модульних систем, оснащенню ЗС Румунії цифровою технікою, посиленню керованості військ, підняттю рівня підготовки офіцерського та сержантського складу. Активізувалась спільна робота з воєнною організацією НАТО. У підготовчий до вступу період щорічно проводилось більше 300 спільних заходів, в тому числі 25 спільних навчань. 21 листопада 2002 року було ухвалено рішення запросити Румунію в НАТО.

Румунія вважає НАТО важливим фактором контролю ситуації і забезпечення миру у Південно-Східній Європі — регіону, який є складовою південного напрямку як зони, звідки йдуть найбільші загрози — тероризм, організована злочинність, наркоманія.

### Республіка Молдова
Республіка Молдова (РМ) не була засновником ПСПСЄ і тому набувала членства по мірі усвідомлення можливостей реалізації своїх національних інтересів в рамках цієї регіональної організації. У 2001 році Молдова після двох років дипломатичних зусиль, стала членом організації. Уряд Молдови розглядає включення її у Пакт Стабільності як важливий дипломатичний крок, який має сприяти соціально-економічному зростанню країни і забезпеченню повної інтеграції у Європейський Союз.

Відомо, що в рамках ПСПСЄ здійснюється більше 200 проєктів через Quick Start Package (QSP), на які виділяється близько 2,4 млрд доларів. Головна частина направляється на реконструкцію, в тому числі 1,3 млрд доларів на розвиток інфраструктури.

Економічний аспект роботи організації надзвичайно важливий для Республіки Молдова. Однак керівництво країни намагається перш за все через діяльність у даній організації просунути вперед перспективу її членства у ЄС. У цьому контексті позитивно сприйнято ініціативу ЄС підтримати прагнення країн регіону ініціюванням процесу Стабілізації і Приєднання.

Підписання РМ і ЄС Угоди про Стабілізацію і Приєднання має ряд прямих і непрямих позитивних наслідків таких як: ясна перспектива вступу до ЄС, більш масштабна політична і фінансова підтримка з боку ЄС, надання пільгового режиму і підтримка на відносно високому рівні імпортного мита на товари із країн ЄС, з метою захисту внутрішнього ринку, прискорення переговорного процесу у сфері створення Зони вільного обміну.

У сфері безпеки Кишиневу надається підтримка із скорочення загроз «м'якої безпеки» («soft-security») — посилення східних кордонів, боротьба з корупцією і організованою злочинністю, торгівлею людьми і таке інше.

### Україна
Україна не є учасником ПСПСЄ. Свою участь у цій організації вона задекларувала як спостерігач. Українська делегація взяла участь у заключній зустрічі Регіонального столу ПСПСЄ (28.02.2008 року), який у відповідності з декларацією засідання був перетворений у Раду Регіонального Співробітництва для Південно-Східної Європи. На цьому форумі представник України заступник Міністра закордонних справ України, координатор з питань співробітництва України з ПСПСЄ Андрій Веселовський високо оцінив роботу організації, відмітивши участь нашої держави у таких міжнародних форумах як ОЧЕС, ГУАМ та Дунайське співробітництво. Заявлено, що Україна і в подальшому братиме активну участь у роботі міжнародних організацій. Проте на саміті «Процес співробітництва в Південно-Східній Європі» за участю глав держав, який проходив у червні 2010 року у Стамбулі Україна участі не брала.

Україна більш активно співпрацювала в даній організації у рамках Ради міністрів оборони країн ПСЄ. Рада міністрів оборони країн ПСЄ діє з часу утворення ПСПСЄ. Засідання Ради проводяться щорічно. Україна прийнята у до складу Ради міністрів оборони країн ПСЄ 6 грудня 2005 року.

В рамках воєнного співробітництва 9 грудня 2005 року Міністром оборони України підписано угоду з багатонаціональними силами країн ПСЄ про транспортування контингенту та майна бригади SEEBRIG в Афганістан і в зворотному напрямку в січні — серпні 2006 року літаками ІЛ-76 державного підприємства «Українська авіаційна транспортна компанія». У підсумку бригада виконувала завдання у складі контингенту НАТО з лютого по серпень 2006 року.

26 січня 2007 року Президент України підписав указ N47/2007 «Про відправку миротворчого персоналу України для участі в операції міжнародних сил сприяння безпеці в Ісламській республіці Афганістан» загальною чисельністю до десяти чоловік.

22 жовтня 2007 року у Києві відбулося засідання Ради міністрів оборони Південно-Східної Європи за участю міністра оборони США Р. Гейтса. Після завершення засідання, міністр оборони України заявив, що Україна приєдналась до угоди про спільні миротворчі сили.

У жовтні 2008 року під час засідання Ради міністрів оборони ПСЄ у м. Охрид (Македонія) прийнято спільну заяву про включення України у 2009 році до складу Багатонаціональних миротворчих сил ПСЄ.